# Põllküla (przystanek kolejowy)
Põllküla (est.: Põllküla raudteepeatus) – przystanek kolejowy w Põllküla, w prowincji Harjumaa, w Estonii, wybudowany w 1925. Znajduje się na szerokotorowej linii Keila – Paldiski, 41 km od dworca kolejowego w Tallinnie. Obsługiwany jest przez pociągi elektryczne Eesti Liinirongid.
W czerwcu 2010 roku otwarto nowy peron o wysokości 550 mm i długości 30 m.

## Linie kolejowe
- Keila – Paldiski